# Château-fort de la Roche Piriou
Le château-fort de la Roche Piriou est un édifice situé à Priziac en France.

## Localisation
Le château est situé sur le territoire de la commune de Priziac, au lieu-dit Roche Piriou, dans le département du Morbihan en région Bretagne.

## Description
Du château-fort datant du XIe siècle il ne subsiste plus le moindre vestige aujourd'hui. Lors de la construction de la ligne de chemin de fer départemental, en coupant l'extrémité de la colline sur laquelle était bâti le château, fut mise au jour la base d'une grosse tour ronde datant du XIIIe siècle. En déplaçant les terres, divers objets furent trouvés, et notamment de gros boulets de pierre comme on en avait au XIVe siècle, un fer à cheval, une marmite en cuivre à pieds en bronze, un vase en terre ayant la forme d'un barillet, avec un goulot et deux anses sur le côté<ref,.

## Historique
La seigneurie de la Roche Piriou doit son origine à un dénommé Piriou, troisième fils de Budic, comte de Cornouaille. Ce dernier fit bâtir vers 1025 sur une colline escarpée au confluent de l'Ellé et de l'Aër en Priziac une forteresse imprenable, construite probablement en bois, la Roche-Périou. En novembre 1342, durant la guerre de Succession, le château qui était aux mains des partisans de Charles de Blois fut assiégé par Gautier de Mauny, partisan de Jean de Montfort et est occupé par les Anglais entre 1342 et 1354. Gautier de Mauny sortit d'Hennebont avec une petite troupe pour battre la campagne. En passant près de La Roche-Piriou, qui tenait pour Charles de Blois, il eut envie de l'attaquer. Gérard de Malin, qui était dans la place avec une petite garnison, se défendit avec courage. L'assaut fut vif et périlleux. Jean Le Bouteiller et Mathieu du Fresnay entre autres chevaliers y furent dangereusement blessés de coups de grosses pierres reçus sur la tête, et il fallut les apporter au bas de la montagne et les coucher dans un pré, pendant que la lutte continuait. Gérard de Malin avait un frère du nom de René, qui était capitaine du Faouët, également pour le compte de Charles de Blois. René, ayant appris le danger où était son frère, partit du Faouët avec quarante hommes d'armes, pour lui porter secours. Il trouva dans le pré les deux chevaliers blessés et un certain nombre de valets. Il les fit tous prisonniers et, sans avoir été vu des assaillants, il les emmena vers le Faouët. À mi-chemin, il remit en liberté les valets, et quelques-uns de ceux-ci revinrent en toute hâte à la Roche-Piriou, pour  annoncer l'enlèvement des blessés. Aussitôt Gautier de Mauny fit cesser l'attaque, pour courir après les ravisseurs. Mais il arriva trop tard ; les prisonniers étaient en cage et trop bien gardé pour être enlevé d'un coup de main. Le lendemain, des renforts recrutés par le capitaine de la Roche-Piriou, se mettaient en marche pour secourir le Faouët, et Mauny, craignant d'être enveloppé par des forces supérieures repris la route d'Hennebont. De l'antique château il ne subsiste plus le moindre vestige aujourd'hui. Lors de la construction de la ligne de chemin de fer départemental, en coupant l'extrémité de la colline sur laquelle était bâti le château, fut mise au jour la base d'une grosse tour ronde. En déplaçant les terres, divers objets furent trouvés, et notamment de gros boulets de pierre comme on en avait au XIVe siècle, un fer à cheval, une belle marmite en cuivre à pieds en bronze, un vase en terre ayant la forme d'un barillet, avec un goulot et deux anses sur le côté.
Les vestiges du château sont inscrits à l'inventaire général du patrimoine culturel.